# فقر انرژی
فقر انرژی عدم دسترسی به خدمات مدرن انرژی است. این وضعیت تعداد زیادی از افراد در کشورهای در حال توسعه و برخی از افراد در کشورهای توسعه یافته است که تندرستی آنها تحت تأثیر منفی مصرف بسیار کم انرژی، استفاده از سوخت‌های کثیف یا آلاینده و مدت زمان طولانی برای جمع‌آوری سوخت برای تأمین نیازهای اساسی است. این مطلب به‌طور معکوس با دسترسی به خدمات انرژی مدرن ارتباط دارد، اگرچه بهبود دسترسی تنها یکی از عوامل در تلاش برای کاهش فقر انرژی است. فقر انرژی از فقر سوخت متمایز است، که تنها به مسئله مقرون به صرفه بودن توجه دارد.
با توجه به ابتکار عمل فقر انرژی در مجمع جهانی اقتصاد، "دسترسی به انرژی برای بهبود کیفیت زندگی اساسی است و یک ضرورت اساسی برای توسعه اقتصادی است. در جهان در حال توسعه، فقر انرژی هنوز رواج دارد. تقریباً ۱٫۱ میلیارد نفر هنوز هیچ دسترسی به برق ندارند، (با توجه به آژانس بین‌المللی انرژی (IEA)). در نتیجه این وضعیت، ابتکار جدید سازمان ملل متحد همزمان با تعیین سال ۲۰۱۲ به عنوان سال بین‌المللی انرژی پایدار برای همه، آغاز شده‌است که تمرکز اصلی آن در کاهش فقر انرژی است. دانشگاه دوک یک پروژه تحقیقاتی در مورد انرژی خانگی و بهداشت راه‌اندازی کرده‌است که در آن کارهایی دربارهٔ فقر انرژی در هند ذکر شده‌است.

## فقر انرژی بومی
فقر انرژی بومی به شرایطی گفته می‌شود که یک خانواده دسترسی به انرژی نداشته باشد یا نتواند از خدمات اولیه انرژی برای دستیابی به نیازهای روزمره زندگی برخوردار باشد. این الزامات می‌تواند از کشور به کشور دیگر و منطقه به منطقه دیگر تغییر کند. عمده‌ترین نیازها روشنایی، انرژی پخت‌وپز، گرمایش خانگی یا خنک‌کننده است.

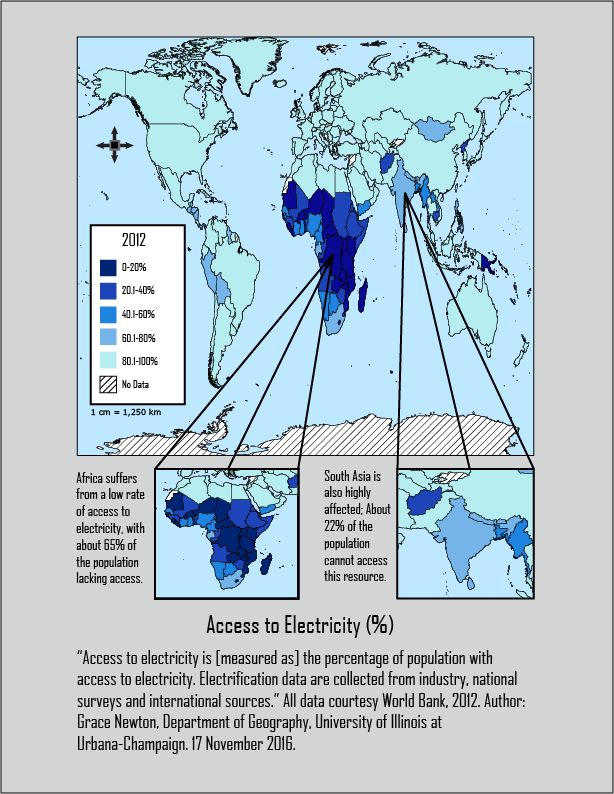
عدم دسترسی به برق یکی از شاخص‌های فقر انرژی است.